# Crown of Beauty Theatre

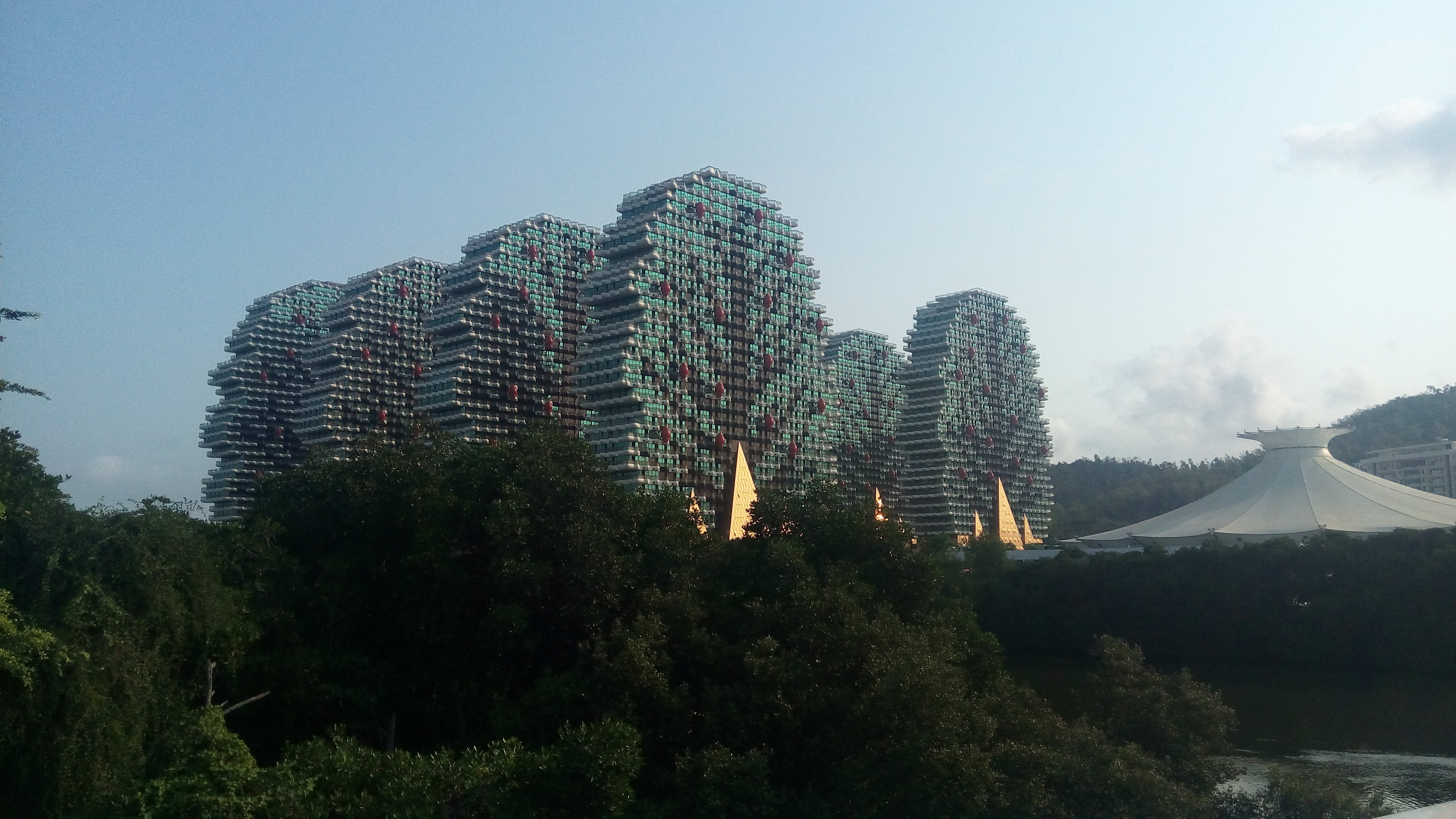
Crown of Beauty Theatre

Beauty Crown Cultural Center o più comunemente chiamato Crown of Beauty Theatre è un teatro della città di Sanya, nella Repubblica Popolare Cinese, uno dei più grandi destinati alle arti ed all'intrattenimento, che si erge per 36 metri di altezza e copre una superficie di circa 10.000 metri quadrati, costruito nel 2003. Posizionato al centro della città, il Beauty Crown Theatre a forma di corona è stato specificatamente costruito per ospitare Miss Mondo 2003, ed è stato in seguito utilizzato per tutte le edizioni successive del concorso. Il teatro può accomodare 3500 spettatori ed è equipaggiato con un sistema audio e di luci all'avanguardia. Al 2011 ha ospitato cinque volte il concorso di bellezza Miss Mondo (nel 2003, nel 2004, nel 2005, nel 2007 e nel 2010) ed una volta il concorso maschile di 
Mister Mondo nel 2007.